# 顔文字

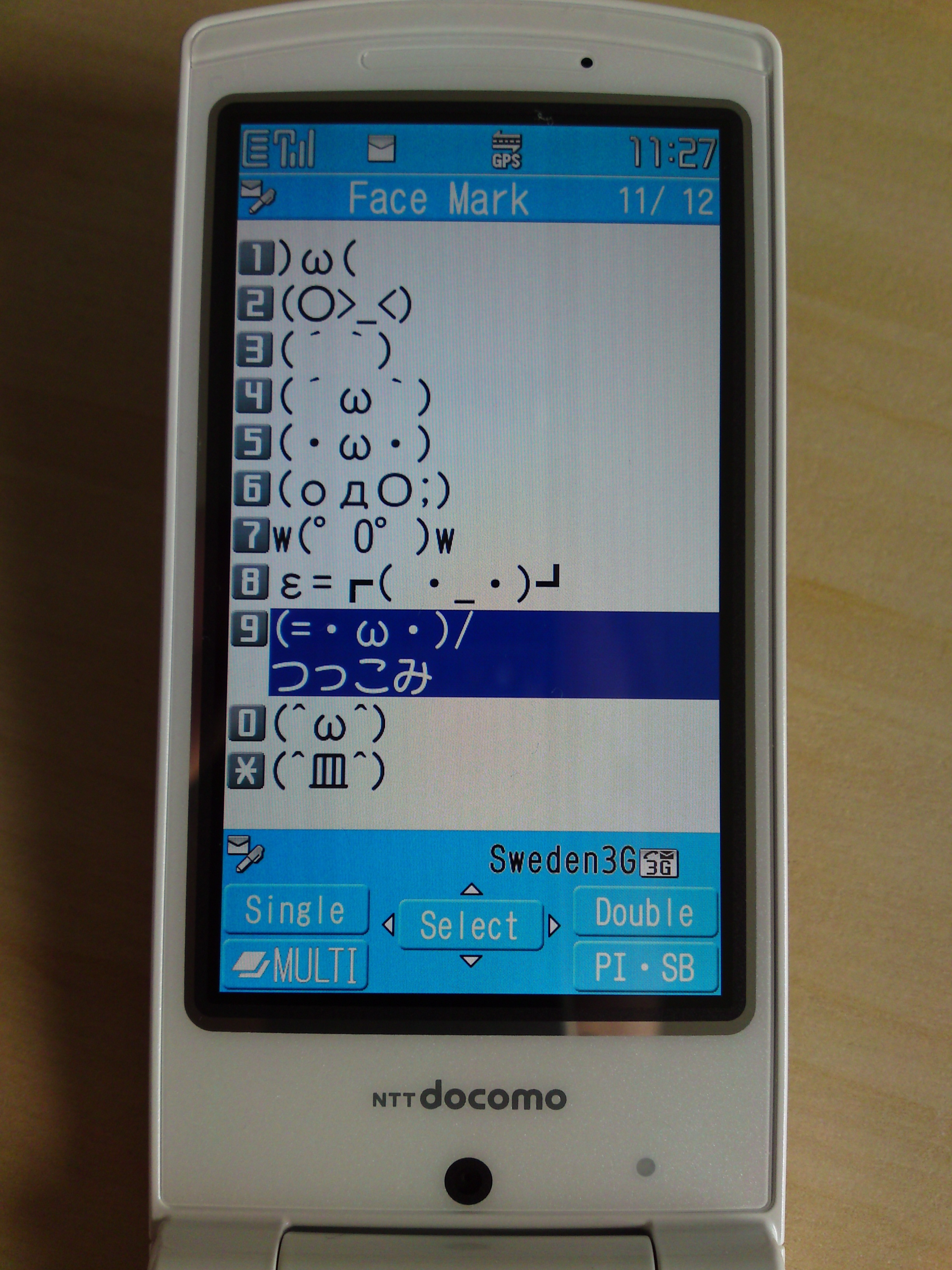
2009年のNTTドコモ携帯電話端末に登録されている顔文字。

顔文字（かおもじ、英語：emoticon（エモーティコン、エモティコン）、kaomoji）は、文などの文字の中で表情などを持った顔のように見える文字を使用することで表情の意味を絵文字のように表す表現である。フェイスマークともいう。文字や記号を組み合わせて表情を表現したものと、記号ではなく絵として単独で表現された絵文字がある。文字や記号を組み合わせて複数の行で表現されたものはアスキーアート(AA)と区別して扱われる。

笑顔の顔文字。

パソコンやメール、インターネット掲示板、チャットなどにおいては、文の前後や中で用いられる。しかし、相手がその顔文字をどう受け取るかによって、時には大きな誤解が生じる可能性もある。
複数の文字で表現される顔文字の場合、欧米や、それ以外のラテン文字あるいはそれ以外の文字を使用している言語では横倒しにした顔文字を「;‐)」のような形式で、日本語や東アジアの文字コードの使用圏などでは正位置の顔文字を「(^_^)」のような形式で使用することが主流となっている。
表情を1つの文字で表現した絵文字が使われることもあり、携帯電話の普及とともに一般的に使用されるようになった。
2ちゃんねるでは漫画やアニメ、実在の人物の写真などを模した大型AAを「顔文字系AA」とすることもある。詳しくは顔文字板を参照。

## 歴史
1857年4月のNational Telegraphic Review and Operators Guideはモールス符号のナンバー73を使って "ラブ＆キス"（後により形式的な"敬具"の意味になった）を表すことを記事にした。1908年のDodge's Manualはナンバー88を"ラブ＆キス"の意味とした。GajadharとGreenは電報略号はLOLのような現代の略号より簡素だったと述べている。
ニューヨーク・タイムズが掲載した、Bryan Benilousによって発見された「エイブラハム・リンカーンによって1862年に書かれたスピーチの写し」は ";)" を含んでいた。これは顔文字なのか誤植なのか、適切な句読点の表現なのかが議論されている。また、19世紀のタイプライタ雑誌にも『 ;) 』という顔文字が発見されており、コンピュータ以前のタイプライタ時代にまで遡ることができる。

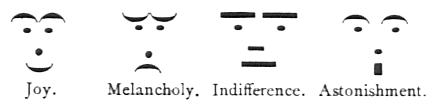
Puck 1881年3月30日号に掲載された顔文字。

活字の顔文字は1881年のアメリカの風刺雑誌Puckに掲載されている。1912年、アンブローズ・ビアスは"句読点の改良 – 冷笑または高笑いの記号 \___/! "を提唱した。これは笑っている口を表現している。
顔文字は1940年代のSFのファンダムにおいてすでに現れている。1963年にフリーランスのアーティストのハーベイ・ボールによってデザインされ大ヒットした"スマイリーフェイス"は後の多くの顔文字に潜在的な影響を与えた。
1969年4月のニューヨーク・タイムズのインタビューで、ウラジーミル・ナボコフは"私はよくスマイルを表す活字記号があればよいと思う – 丸括弧を下側に向けたようなマークのものだ"と語っている。
また、現在と異なる方法ではあるが、1972年頃に、PLATO IVプログラムで顔文字は日常的に使用されていた。このシステム上では、複数の文字を重ねて表示する事が出来たため、いくつかの文字を組み合わせて様々な顔文字が用いられていた。
このように顔文字の起源にはいくつもの段階があるが、顔文字『 :-) 』（笑い） と 『 :-( 』（怒り） を発明したのはカーネギーメロン大学のスコット・ファールマン（Scott Fahlman）であるとされている。1982年9月19日11:44に、スコットが顔文字の使用を提案したメッセージが、当時のバックアップテープから掘り起こされている。
現在日本で主流となっている正位型の最古のものとしては、日本時間の1986年6月20日午前0時28分にパソコン通信の一つであるアスキーネットにおいて、聴覚障害者関連掲示板のシグオペ（管理人）である若林泰志による(^_^)という顔文字の投稿が現在確認されている。若林は欧米式の顔文字は知らず独自に作成した。聴覚障害の影響については「影響がないとは言わない。いくらか影響はされているだろうとは思う。しかし一方で、僕が作らなくても誰かが作っただろう」としている。

### グラフィックエモティコン
1997年、スマイリー社の最高経営責任者CEOニコラ・ルフラーニ はモバイルテクノロジーにおけるアスキーエモティコンの使用の増加に気づいた。そこで、デジタル環境でさらにインタラクティブに使用できるよう強化するために、既存のアスキーエモティコンに対応するカラフルなアイコンを作る意図をもってアニメ化したスマイリーフェイスで実験を始めた。これにより、ルフラーニはオンラインエモティコン辞書を編纂。エモティコンを定番、ムード表現、旗、お祝い、楽しみ、スポーツ、天気、動物、食べ物、国、職業、惑星、干支、赤ちゃんに分類、これらのデザインは1997年に米国著作権局に登録され、これらのアイコンは1998年に.gifファイルでWebに公開された。これはテクノロジー上で最初に使用されたグラフィックエモティコンである。
2000年にルフラーニによって作成された顔文字ディレクトリは、1000個のスマイリーグラフィックエモティコンとそのASCIIバージョンで編纂される smileydictionary.com 経由でインターネット上から携帯電話にダウンロードできるようになった。このディレクトリと同じものは2002年にマラブーから「Dico Smileys」として出版された。
2001年、スマイリー社は、ノキア、モトローラ、サムスン、SFR（ボーダフォン）、スカイテレメディアを含む、さまざまな通信会社の多様な携帯電話の携帯ダウンロードにルフラーニのグラフィックエモティコンを使用する権利の使用許諾を開始した。

## 目的
SCOTTが顔文字を提案したのは、ある人が冗談のつもりで書いたことを、他の人が本気にして受け取ってしまうということがあったためである。その後、文章だけでは伝えられない感情を表現するために様々な顔文字が生まれた。顔文字と同様の目的を持つものに『（笑）』『（泣）』『（怒）』『（爆）』などの表現がある。

## 日本型の顔文字
日本ではASCIIの文字以外にも半角カナ、ギリシャ文字、キリル文字、全角の記号を含めた2バイト文字を用いた表現がパソコン通信初期の時点で可能だったため、その分顔文字のバリエーションも豊富である。ただし、閲覧環境次第では見ることができない場合もある。

### 代表的な例
| 顔文字                                          | 感情                               |
| ----------------------------------------------- | ---------------------------------- |
| (^_^) (*´ω｀*) (*´▽｀*) (≧▽≦) (๑˃́ꇴ˂̀๑) (^∀^)    | 笑い （微笑み）                    |
| (^○^) (*ﾟーﾟ)                                   | 笑い （微笑み）                    |
| (^-^) (・∀・)                                   | 笑い （微笑み）                    |
| (^_-)-☆ (∈^▽ﾟ)キラッ☆( *¯ ꒳¯*)✨ ( -ω- `)ﾌｯ✨  | 笑い （微笑み）                    |
| (^-^) ( ^ω^) (*ﾟ∀ﾟ)ｱﾋｬﾋｬ                        | 笑い （微笑み）                    |
| (*_*) Σ(´∀｀；)                                 | 驚き                               |
| Σ(°Д°；)ヾ(ﾟДﾟ)ﾉﾊﾟﾝﾅｺｯﾀｷﾀ━━━━(ﾟ∀ﾟ)━━━━!!        | 驚き                               |
| (ToI) (IoT)                                     | 疑い                               |
| (；_；) (ノд｀)                                 | 泣き                               |
| (´；ω；｀)                                      | 泣き                               |
| (இ௰இ`｡)                                         | 泣き                               |
| (T_T) (ToT)(ノдT)                               | 泣き                               |
| (j_j) (joj)                                     | 泣き                               |
| (/_T) 。・゜・(つД｀)・゜・。 ｡ﾟ(ﾟ∩´﹏`∩ﾟ)ﾟ｡    | 泣き                               |
| (ˇ・ω・ˇ) ( ᷄･‸･᷅ )                               | 困惑                               |
| (@_@) ( ﾟ∀｡ ) └(՞ةڼ◔)」                         | 混乱                               |
| (´・ω・｀) (`・ω・´)                            | しょんぼり、きりっ                 |
| (ヽ´ω`)                                         | げっそり                           |
| (ﾉ´∀｀*)ﾏﾀｰﾘ                                    | まったり（マターリ）               |
| (#ﾟДﾟ)ｺﾞﾙｧ!! ( #｀Д´) ٩(๑`^´๑)۶ m9(^Д^)ﾌﾟｷﾞｬｰ!! | 怒り、挑発、侮辱                   |
| ┐(´～｀;)┌ ʅ(´◔౪◔)ʃ                             | 呆れ、やれやれ                     |
| f(^_^；)                                        | 苦笑                               |
| (；´Д｀)ﾊｧﾊｧ (^q^;)                             | 興奮、ハァハァ                     |
| ( ´ー`)y─┛ (,,ﾟДﾟ)y─┛ (-。-)y-゜゜゜            | たばこ                             |
| m(_ _)m (´>人<`)                                | 平伏（依頼）、土下座（謝罪）、嘆願 |
| O∫Z                                             | 平伏（依頼）、土下座（謝罪）、嘆願 |
| ( ´,_ゝ｀)プッ (ﾟc_､ﾟ )プッ ( ´_つ｀)ホルース   | 嘲笑、空返事                       |
| (っ^_^)っ (つﾟ⊿ﾟ)つ (っ´◕ω◕)っ                  | 抱く                               |
| ( ˘ω˘)ｽﾔｧ (¦3[▓▓] zzz( ˘ω˘ )」                  | 寝る                               |
| _(:3 」∠)_ _(┐「ε:)_                            | グッタリ                           |
| ＼(^o^)／ｵﾜﾀ\|l\|;_;)                           | 絶望                               |
| ヾ(´▽｀*)ゞ ヾ( 〃∇〃)ﾂ ｷｬｰｰｰｯ♡ｷｬ─(´∩ω∩｀)─♡    | きゃあ                             |
| (￣・ω・￣)                                     | 真顔                               |
| (´・ω・`)                                       | 真顔                               |
| (JOJ)                                           | 真顔                               |

### 応用例
| 顔文字           | 表しているもの         |
| ---------------- | ---------------------- |
| =^.^=            | 猫                     |
| (=^ェ^=)         | 猫                     |
| (=^. .^=)        | 猫                     |
| ミ^・.・^彡      | 猫                     |
| (=ﾟωﾟ=)          | 猫                     |
| (ФωФ)            | 猫                     |
| (=^･ω･^=)        | 猫                     |
| ฅ^•ω•^ฅ          | 猫                     |
| u・ェ・u         | 犬                     |
| U^q^U            | 犬                     |
| U^ェ^U           | 犬                     |
| (Ｕ＾ω＾)        | 犬                     |
| (＾ω＾Ｕ)        | 犬                     |
| (U´・ェ・)       | 犬                     |
| (・ェ・｀U)      | 犬                     |
| ੯ੁૂ‧̀͡u\             | 犬                     |
| (・(ェ)・)       | 熊                     |
| (´･(ｪ)･｀)       | 熊                     |
| (´(ｪ)｀)         | 熊                     |
| ʕ •ᴥ•ʔ           | 熊                     |
| (◕㉨◕`)          | 熊                     |
| ⊂(^(工)^)⊃       | 熊                     |
| ⌒(ё)⌒            | 鳥                     |
| ヘ(ё)ヘ          | 鳥                     |
| (ﾟ∈ﾟ )           | 鳥                     |
| ( ･θ･)           | 鳥                     |
| <+))><<          | 魚                     |
| <+)))><<         | 魚                     |
| <*))>=<          | 魚                     |
| >゜))彡          | 魚                     |
| >゜)))彡         | 魚                     |
| (゜)))<<         | 魚                     |
| (゜)#))<<        | 魚                     |
| <゜)))彡         | 魚                     |
| <゜)#)))彡       | 魚                     |
| ~>゜)ーーー      | 蛇                     |
| ￣(=∵=)￣        | 兎                     |
| _l￣l○、OTL、orz | がっかりがっくり、絶望 |
| ぷ。             | ボウリング、騎乗位     |
| にしこり         | 松井秀喜               |
| (≡・x・≡)        | ミッフィー             |
| くコ:彡          | イカ                   |
| ／^o^＼          | 富士山                 |
| /^o^\            | 富士山                 |
| (0○0)            | 0系新幹線、200系新幹線 |
| (・○・)          | 0系新幹線、200系新幹線 |
| (－○－)          | 100系新幹線            |

## 欧米型の顔文字
欧米型の顔文字はエモーティコン (emoticon) またはスマイリー (smiley) と呼ばれる。エモーティコンというのはemotion（感情）とicon（アイコン）とのかばん語。90°反時計回りに倒した形、つまり左が上、右が下となっている顔文字が一般的である。鼻にあたる部分は省略される場合もある。なお、これらはメッセンジャーなどのクライアントやウェブフォーラムのソフトウェアで自動的に画像へと変換される場合がある。
なお、『:-( 』 は米デスペア社が商標登録している。

### 代表的な例
| 顔文字 | 感情                      |
| ------ | ------------------------- |
| :-)    | 笑顔 （スマイリー）       |
| :)     | 笑顔 （スマイリー）       |
| =)     | 笑顔 （スマイリー）       |
| :-(    | しかめ面 悲しみ、同情     |
| )-:    | しかめ面 悲しみ、同情     |
| :(     | しかめ面 悲しみ、同情     |
| :/     | 不満、不快感              |
| :\|    | 真剣                      |
| :-D    | 笑顔                      |
| :D     | 笑顔                      |
| :-P    | 舌を出している 冗談、皮肉 |
| :P     | 舌を出している 冗談、皮肉 |
| ;-)    | ウィンク（皮肉）          |
| (-;    | ウィンク（皮肉）          |
| ;)     | ウィンク（皮肉）          |
| B-)    | サングラス クールな感じ   |
| 8-)    | サングラス クールな感じ   |
| :-O    | 驚き                      |
| :o     | 驚き                      |
| XD     | 笑い                      |
| :\/    | 大口 ※                    |

※環境やフォントによっては「\」（バックスラッシュ、＼の半角英文字）が¥、₩として表示される可能性がある。

## 日本とアメリカの顔文字の違い
日本とアメリカの顔文字の違いの一つは、日本の顔文字は主に目の形をもって感情を表現するのに対して、アメリカの顔文字は主に口の形をもって感情表現をすることである。北海道大学の社会心理学者、結城雅樹らは、この違いが日本人とアメリカ人の実際の表情表出ルールの違い、およびそれと対応した表情知覚のルールの違いと対応している可能性を指摘している。日米で行った実験では、他者の感情を表情から判断するとき、日本人は他者の目の形を、アメリカ人は口の形を主な手がかりとすることを実証している。
2000年代末頃から「表現が多彩」「顔を横に傾けなくても意味がわかる」という理由で、英語圏でも日本型の顔文字がよく使われるようになってきている。

## 中国型の顔文字
中国型の顔文字は、日本型に似ているもの、欧米型に似ているもの、中国特有のものがある。

### 代表的な例
| 顔文字               | 感情                         | 付注           |
| -------------------- | ---------------------------- | -------------- |
| *^_^*                | 微笑み                       | 日本型要素通用 |
| T_T                  | 泣く                         | 日本型要素通用 |
| =_=                  | しようがない、雰囲気が悪い   | 日本型要素通用 |
| o_0                  | 意外、訝る                   | 日本型要素通用 |
| ：）                 | 微笑み                       | 欧米型要素通用 |
| ：（                 | 悲しみ、同情                 | 欧米型要素通用 |
| ：P                  | 舌を出している、冗談         | 欧米型要素通用 |
| 囧                   | うなだれた様子、落胆した様子 | 中国特有な要素 |
| ╔囧╗╔囧╝╚囧╝╚囧╗╔囧╗ | ネット体操                   | 中国特有な要素 |
| 凸                   | 中指、軽蔑                   | 中国特有な要素 |
| ╭∩╮                  | 中指、軽蔑                   | 中国特有な要素 |
| 囧rz                 | うなだれた様子、落胆した様子 | 日中要素結合   |
| -_-b                 | 汗                           | 日中要素結合   |
| 凸-_-凸              | 中指、軽蔑                   | 日中要素結合   |
| ╭∩╮(-_-)╭∩╮          | 中指、軽蔑                   | 日中要素結合   |
| <{=·····             | カラス、雰囲気が寒くて静か   | 複雑な要素     |
| (￣(工)￣)           | クマ（狗熊）                 | 複雑な要素     |

### 台湾の顔文字
| XD      | 大笑い顔、爆笑                          |
| <3      | ハート、好きなことを言う時使う          |
| OAQ     | 泣く。T_Tより可愛い感じがある           |
| T口T    | 泣く                                    |
| OwO/    | ただいま、行ってきます。“/”は手の意味。 |
| ＝3＝   | 不満、認めない                          |
| OW<     | キラッ（ウインク）                      |
| ˋ3ˊ     | プンプン                                |
| OUO     | 笑い                                    |
| o興-    | カメ。 “興”は甲羅と足を表す｡            |
| ˋ皿ˊ 益 | 怒り                                    |

## 関連文献
- 『スマイリー辞典』（1993年、トッパン） - 2000年に出版事業から撤退した、凸版印刷の出版事業部門。
- 『パソコン通信フェイスマークガイド』（1993年、ビレッジセンター）
- スティーブン・ウェップ著、松浦俊輔訳『記号とシンボルの事典』2019年、青土社、51-53頁